# Vitali Vorotnikov
Vitali Ivánovich Vorotnikov (en ruso Виталий Иванович Воротников, Vorónezh, 20 de enero de 1926 - Moscú, 20 de febrero de 2012) fue un político, ingeniero y escritor soviético, en su momento fue un alto dirigente del Partido Comunista de la Unión Soviética (PCUS), que ocupó los cargos de presidente del Consejo de Ministros de la RSFS de Rusia y de presidente del Presídium del Sóviet Supremo de la misma república durante los años 80. Fue condecorado con el título de Héroe del Trabajo Socialista.

## Biografía
Vitali I. Vorotnikov nació el 20 de enero de 1926 en Vorónezh, ciudad de la parte suroccidental de Rusia. Su padre fue un obrero comunista que estuvo involucrado en la Guerra Civil, y su madre era de familia campesina. Comenzó a trabajar en 1942 en una fábrica de mantenimiento de locomotoras de Vorónezh, pero la evacuación masiva dispuesta en el marco de la invasión nazi durante la Segunda Guerra Mundial lo obligó a trasladarse a la ciudad de Kúibyshev (hoy Samara). En 1947 se afilió al Partido Comunista. Trabajó hasta agosto de 1960 en una fábrica de aviación, en la que ocupó distintos cargos técnicos y directivos. Cursó asimismo estudios en el Instituto de Aviación de Kúibyshev, donde se graduó en 1954 de ingeniero mecánico especializado en aeronáutica.
De 1960 a 1967 fue jefe de departamento del comité regional del PCUS de Kúibyshev. Entre 1967 y 1971 estuvo vinculado con la Fábrica de Automotores del Volga (VAZ), regresando ese año al trabajo partidario como secretario del comité del óblast de Kúibyshev. En 1975 fue elegido primer vicepresidente del Consejo de Ministros de la República Socialista Federativa Soviética de Rusia (RSFSR), pero abandonó el cargo en 1979 al ser destinado como embajador soviético en Cuba, donde permaneció hasta solicitar su retiro en 1982. Se le encomendó entonces presidir el comité territorial del partido de Krasnodar, donde el jefe saliente fue removido acusado de corrupción.
En 1983 fue elegido presidente del Consejo de Ministros de la RSFS de Rusia, con lo que se convirtió en jefe de gobierno de la principal república de la Unión. Vorotnikov contó con el apoyo del entonces Secretario General del Partido, Yuri Andrópov. Ese mismo año fue elegido miembro suplente del Buró Político del Comité Central del PCUS; unos meses más tarde se lo promovió a miembro pleno, permaneciendo en el Buró Político hasta 1990.
Vorotnikov fue uno de los más importantes aliados de Mijaíl Gorbachov a comienzos de la llamada perestroika. Sin embargo, comenzó a distanciarse progresivamente al considerar que el proceso se alejaba de sus objetivos originales. En 1988, por iniciativa del Secretario General, cesó en sus funciones como presidente del Consejo de Ministros y fue elegido presidente del Presidium del Sóviet Supremo de la RSFS de Rusia, convirtiéndose así en el jefe de Estado de la república rusa. Permaneció en ese cargo hasta las elecciones de 1990, a las que no se presentó, siendo sucedido por Borís Yeltsin.
Fue diputado del Sóviet Supremo de la URSS entre la VIII y la XI convocatorias, así como diputado del Sóviet Supremo de la RSFS de Rusia en sus VI, VII, X, XI y XII convocatorias. Fue delegado a todos los congresos del PCUS entre el XXIII y el XXVII, elegido miembro del Comité Central entre el XXIV y el XXVII. En 1990 participó en el XXVIII Congreso como miembro saliente del Buró Político, pero no se presentó a la reelección. Continuó siendo miembro del partido hasta su prohibición por iniciativa de Borís Yeltsin en agosto del año siguiente.
Vorotnikov continuó defendiendo el sistema soviético tras la disolución de la Unión Soviética. En 1992, se integró a la dirección del Consejo de Veteranos de Guerra. En 1995, publicó las notas del diario de trabajo que llevó desde su regreso de Cuba hasta diciembre de 1991 bajo el título de Mi verdad. Notas y reflexiones del diario de trabajo de un miembro del Buró Político del PCUS. Allí argumenta que la perestroika fue alejada de su concepción original, centrada en la reforma económica, llevándola a una modificación radical del sistema político que a su vez impidió el control de los procesos económicos.
Falleció el 20 de febrero de 2012.

## Distinciones
En 1986, fue condecorado como Héroe del Trabajo Socialista, una de las mayores distinciones que otorgaba la URSS. Recibió la Orden de Lenin en cuatro ocasiones (1971, 1973, 1982, 1986), la Orden de la Revolución de Octubre, tres veces la Orden de la Bandera Roja, la Orden de la Guerra Patria en 1º grado, la Orden de la Insignia de Honor de la URSS, la Orden de Honor de la Federación de Rusia (2001) y otras. Cuba le concedió en 1982 la Orden de la Solidaridad. En su ciudad natal fue nombrado ciudadano ilustre.

## Obras publicadas
- Mi verdad. Notas y reflexiones del diario de trabajo de un miembro del Buró Político del PCUS (1995), traducción española de Casa Editora Abril
- Такое вот поколение… (Esta generación de ahora..., 1999)
- Гавана — Москва. Памятные годы (La Habana-Moscú. Años memorables, 2001).